# Ларга (Бричанский район)
Ларга (рум. Larga) — село в Бричанском районе Республики Молдова. Является административным центром коммуны Ларга, включающей также село Павловка.

## История
Ларга является одним из трёх поселений у истока реки Медвежа. Первое упоминание о селе было сделано 19 июля 1429 года в документе, который являлся подарком господаря Молдавии Александра Доброго некоему Дану Унклятэ.
Населён этот край был намного ранее первого официального упоминания. Результаты археологических раскопок подтвердили присутствие в прошлом поселений со времен железного века, монокультурные поселения типа Триполье-Кукутень (IV тысячелетие до н. э.).
В царских документах написанные на старославянском языке селе называлось Цикотень (рум. Ţicoteni), местные жители знали село под названием Шипотень.
С 1739 года известно под современным названием Ларга заимствованным от реки Ларга, подтверждённое документом о нахождении недалеко от села укреплении русской армии, под руководством генерала-фельдмаршала Миниха, откуда потом он пошёл покорять Яссы.
14 января 2023 года, во время очередного ракетного обстрела Украины Россией, около села упали обломки ракеты.

## География
Ларга ранее располагалась в центральной части жудеца Хотин, сегодня — в северной части Бричанского района, в 32 км от города Хотин (в настоящее время на Украине), в 19 км от города Бричаны, в 12 км от Липкан и районного центра Кельменцы (ныне Украина), 112 км от Бельц, и в 256 км от Кишинёва.
Коммуна Ларга граничит с следующими поселениями:
- на западе с селом Медвежа, на расстоянии в 3 км;
- на юго-востоке с селом Котюжаны, на расстоянии 4 км;
- на юго-западе с селом Котяла, на расстоянии 3,5 км;
- на востоке с селом Брэила;
- на северо-востоке с селом Нелиповцы, Украина;
- на севере с селом Вэртикэуць.

Гидрографическая сеть в районе поселения представлена рекой Ларга, которая является одним из притоков реки Прут, и его притока — Калангиу (рум. Calangiu). Длина реки составляет 30 км. Река проходит возле сёл Котяла, Глинка, Слобозия-Ширеуцы.
В северной части коммуны течет река Медвежа.
На территории коммуны находится множество натуральных и искусственных озёр.
Село расположено на высоте 210 метров над уровнем моря.

## Население
По данным переписи населения 2004 года, в селе Ларга проживает 5062 человека (2379 мужчин, 2683 женщины).
Этнический состав села:
| Национальность | Число жителей | Процентный состав |
| -------------- | ------------- | ----------------- |
| молдаване      | 4932          | 97,43             |
| украинцы       | 84            | 1,66              |
| русские        | 26            | 0,51              |
| румыны         | 7             | 0,14              |
| поляки         | 2             | 0,04              |
| гагаузы        | 2             | 0,04              |
| болгары        | 1             | 0,02              |
| прочие         | 8             | 0,16              |
| Всего          | 5062          | 100 %             |

## Известные уроженцы
- Бородакий, Андроник Демьянович (14.12.1922 — ?) — кавалер ордена Славы трёх степеней[10].
- Булгарь, Валерий Васильевич (род. 1956) — молдавский политик.
- Варта, Ион (род. 1958) — генеральный директор Государственной архивной службы Республики Молдова (2012—2019).
- Георгицэ, Ион (1939—1991) — молдавский писатель, журналист и переводчик.
- Думитраш, Анатоль (1955—2016) — молдавский эстрадный певец и композитор. Народный артист Молдовы (2012)[11].
- Рэу, Алексей (1953—2015) — молдавский писатель, директор Национальной библиотеки Республики Молдова (1992—2015).
- Урекян, Серафим Александрович (род. 1950) — молдавский политический и государственный деятель. Генеральный примар (мэр) муниципия Кишинёв с 9 августа 1994 по 18 апреля 2005 года. С 21 апреля 2011 по 29 июля 2016 года — Председатель Счётной палаты Республики Молдова.
- Чимпой, Михай (род. 1942) — советский, молдавский и румынский политический и общественный деятель, литературный критик, историк литературы, редактор и эссеист.